# Виишоара (Единецкий район)
Виишоара (рум. Viișoara) — село в Единецком районе Молдавии. Относится к сёлам, не образующим коммуну.

## География
Село Виишоара расположено на левом берегу реки Прут у молдавско-румынской границы. Ближайшие молдавские населённые пункты — сёла Лопатник и Бурланешты. Ближайшее румынское село — Миток — расположено на противоположном берегу реки.
Высота населённого пункта - 113 метров над уровнем моря.

## Население
По данным переписи населения 2004 года, в селе Виишоара проживает 1421 человек (668 мужчин, 753 женщины).
Этнический состав села:
| Национальность | Число жителей | Процентный состав |
| -------------- | ------------- | ----------------- |
| молдаване      | 1409          | 99.16             |
| русские        | 7             | 0.49              |
| украинцы       | 3             | 0.21              |
| румыны         | 2             | 0.14              |
| Всего          | 1421          | 100%              |